# Максимилиан Рубенс
Максимилиа̀н (Макс) Ру̀бенс (на гръцки: Μαξιμιλιανός (Μαξ) Ρούμπενς) е еврейски архитект, автор на много сгради в град Солун от началото на XX век. Работи на свободна практика и проектира множество сгради след пожара в Солун в 1917 година, който значително променя облика на града.

## Биография
В 1912 година завършва Цариградското училище за изящни изкуства (днес Университет за изящни изкуства „Мимар Синан“). Веднага след това се установява в Солун, където работи на свободна практика. Той е един от най-продуктивните архитекти в Солун в междувоенния период. Отваря офиса си в къща „Виктория“. Честа практика в сградите, построени от Рубенс е централната ос да е подчертана от извитата си конфигурация, например в хотел „Кастория“, къща „Ахилион“ и хотел „Илисия“.
Влиза в борда на директорите и е вицепрезидент на Асоциацията на цариградските архитекти, основана в 1924 година от бежанските архитекти в Солун.

## Творби
| Име                          | Местоположение                                                        | Построена | Бележки | Снимка |
| ---------------------------- | --------------------------------------------------------------------- | --------- | --- | ------ |
| Къща „Ахилион“               | Солун, ул. „Василевс Ираклиос“ № 19                                   | 1923 г.   | - |        |
| Хотел „Илисия“               | Солун                                                                 | 1924 г.   | - |        |
| Хотел „Мегали Вретания“      | Солун                                                                 | 1924 г.   | - |        |
| Сграда с двуглав орел        | Солун, ул. „Егнатия“ № 34                                             | 1924 г.   | Основната характеристика на сградата е извитият фронтон, който се оформя в най-високата точка, завършвайки със статуя на двуглав орел, символ на Византийската империя. |        |
| Хотел „Кастория“             | Солун                                                                 | 1925 г.   | - |        |
| Делиянева къща               | Солун, ул. „Аминтас“ № 10                                             | 1925 г.   | - |        |
| Стоа „Кастория“              | Солун, ул. „Елевтериос Венизелос“ № 46 и ул. „Дионисиос Соломос“ № 28 | 1926 г.   | - |        |
| Къща „Алатини“               | Солун, ул. „Валаоритос“, между улиците „Сингрос“ и „Виларас“          | 1926 г.   | Рубенс е автор на значителни промени по зданието от 1862 година, направени в 1926 година.                                                                               |        |
| Псомова къща                 | Солун, ул. „Караолис ке Димитриос“ № 11 и „Гладстонос“                | 1927 г.   | |        |
| Къща на улица „Филипос“ № 33 | Солун, ул. „Филипос“ № 33                                             | 1928 г.   | |        |